# Resolutie 2268 Veiligheidsraad Verenigde Naties
Resolutie 2268 van de Veiligheidsraad van de Verenigde Naties werd door de VN-Veiligheidsraad aangenomen op 26 februari 2016. Middels deze unaniem goedgekeurde resolutie sprak de Veiligheidsraad zijn steun uit aan het wapenstilstandsakkoord dat een einde moest maken aan de Syrische Burgeroorlog.

## Achtergrond
In 2011 braken in navolging van andere Arabische landen ook in Syrië protesten uit tegen het regime van president Bashar al-Assad. Dat regime probeerde de protesten met harde hand neer te slaan, waarbij duizenden doden vielen. De protesten mondden gaandeweg uit in een burgeroorlog tussen de regering, verscheidene oppositiegroepen en extremistische groeperingen. Een van die groeperingen was Islamitische Staat, dat niet enkel in Syrië en Irak gewelddaden beging, maar ook terreuraanslagen pleegde in andere landen. Daarom voerden een aantal landen, waaronder de VS, Rusland en Frankrijk, luchtaanvallen uit op IS-bolwerken in Syrië. 
Na vier jaar oorlog waren begin 2016 al meer dan 250.000 mensen omgekomen. Miljoenen mensen waren naar de buurlanden gevlucht en er was een grote vluchtelingenstroom naar Europa op gang gekomen. Na onderhandelingen in de Oostenrijkse hoofdstad werd een wapenstilstand overeengekomen die op 27 februari 2016 om middernacht zou ingaan. De meeste van de 97 gewapende groepen in Syrië stemden daarmee in, maar de wapenstilstand gold niet voor de strijd tegen terreurgroepen als Islamitische Staat en Al-Nusra.

## Inhoud
De Veiligheidsraad steunde de aankondiging van de Verenigde Staten en Rusland, als voorzitters van de Internationale Ondersteuningsgroep Syrië, op 22 februari 2016 over de overeengekomen wapenstilstand. Men vroeg dat deze zoals voorzien zou ingaan op 27 februari 2016 om 0 uur plaatselijke tijd, en dat alle betrokken partijen er zich aan zouden houden. Men riep hen ook opnieuw op onmiddellijk noodhulp door te laten; vooral in belegerde en op moeilijk bereikbare plaatsen.

## Verwante resoluties
- Resolutie 2254 Veiligheidsraad Verenigde Naties (2015)
- Resolutie 2336 Veiligheidsraad Verenigde Naties

Lijst ·  2260 ·  2261 ·  2262 ·  2263 ·  2264 ·  2265 ·  2266 ·  2267 ·  2268 ·  2269 ·  2270 ·  2271 ·  2272 ·  2273 ·  2274 ·  2275 ·  2276 ·  2277 ·  2278 ·  2279 ·  2280 ·  2281 ·  2282 ·  2283 ·  2284 ·  2285 ·  2286 ·  2287 ·  2288 ·  2289 ·  2290 ·  2291 ·  2292 ·  2293 ·  2294 ·  2295 ·  2296 ·  2297 ·  2298 ·  2299 ·  2300 ·  2301 ·  2302 ·  2303 ·  2304 ·  2305 ·  2306 ·  2307 ·  2308 ·  2309 ·  2310 ·  2311 ·  2312 ·  2313 ·  2314 ·  2315 ·  2316 ·  2317 ·  2318 ·  2319 ·  2320 ·  2321 ·  2322 ·  2323 ·  2324 ·  2325 ·  2326 ·  2327 ·  2328 ·  2329 ·  2330 ·  2331 ·  2332 ·  2333 ·  2334 ·  2335 ·  2336